# Microhydromys musseri
Microhydromys musseri — вид гризунів родини мишевих (Muridae). Зустрічається тільки в Папуа-Новій Гвінеї. Його природне місце існування — субтропічні або тропічні вологі гірські ліси.

## Морфологічна характеристика
Це гризун невеликих розмірів, довжина голови й тулуба 108 мм, довжина хвоста 101 мм, довжина лап 22 мм, довжина вух 13 мм. Хутро коротке. Верхня частина блискуче-коричнева, а черевна частина червонувато-бура. Вуха темно-сірі. Задня частина ніг біла. Хвіст коротший за голову й тулуб, рівномірно темний з кількома світлими плямами.

## Поведінка
Це наземний вид.